# Stadion am Hermann-Löns-Weg
Het Stadion am Hermann-Löns-Weg is een voetbalstadion in Solingen, Duitsland. Het stadion is vernoemd naar de straat waar het aan ligt en is de voormalige thuisbasis van het inmiddels failliete 1. FC Union Solingen. Het stadion is in 1929 gebouwd en had een capaciteit van 18.000 plaatsen. Doordat het stadion vanaf 2010 geen bespeler meer heeft, heeft de gemeente Solingen het stadion in 2015 aan een projectontwikkelaar verkocht. Het stadion zal, naar verwachting, in 2017 gesloopt worden om plaats te maken voor een woonwijk.

## Geschiedenis
Het stadion werd in 1929 gebouwd door werkeloze arbeiders, in opdracht van de gemeente Solingen. In 1933 nam VfR Ohligs haar intrek in het stadion. Het stadion raakte tijdens de Tweede Wereldoorlog zwaar beschadigd en door herstelwerkzaamheden in 1949 en 1950 werd het stadion hersteld. Daarnaast fuseerden VfR Ohligs en diverse andere clubs in 1949 tot SC Union 06. Het hernieuwde stadion werd op 24 juni 1950 geopend met de lokale broederstrijd tussen SC Union 06 en Gräfarth. 10.000 bezoekers bezochten deze openingswedstrijd.
In 1973 fuseerde SC Union 06 met een andere club en ging verder onder de naam SG Union Solingen. In 1975 promoveerde de nieuwe fusieclub naar de 2. Bundesliga, waar het 14 jaar in uit zou komen. Doordat de club op het tweede niveau van het Duitse uitkwam, werd de huidige eretribune gebouwd en werden stadionlampen geïnstalleerd. De capaciteit bedroeg 16.000 plaatsen.

## De teloorgang van SG Union Solingen
In de jaren 80 werd daarnaast duidelijk dat de 2. Bundesliga te hoog was gegrepen voor SG Union Solingen. De club kon geen sluitende begroting rondkrijgen en diende haar beste spelers te verkopen om te kunnen overleven. Na twee opeenvolgende degradaties (in 1989 en 1990) ging de club failliet, maar kon een doorstart maken onder de naam 1. FC Union Solingen. De club speelde echter geen rol van betekenis meer in het Duitse voetbal. Door achterstallig onderhoud besloot het gemeentebestuur van Solingen in 2005 om de capaciteit van het stadion terug te brengen naar 5.000 plaatsen. In 2009 werden de stadionlampen van het elektriciteitsnet ontkoppeld.

## Laatste wedstrijd van 1. FC Union Solingen
Op 30 mei 2010 speelde 1. FC Union Solingen een thuiswedstrijd tegen KFC Uerdingen 05. Het was de laatste wedstrijd van het seizoen, die Uerdingen met 3-6 won. In de daaropvolgende dagen bleek dat Union Solingen met grote financiële problemen kampte en dat men dringend behoefte had aan een financiële injectie. Financiële steun bleef uit en de club ging failliet. Het Stadion am Hermann-Löns-Weg wordt sinds 2010 niet meer gebruikt.

## Sloop van het stadion
Eind 2015, begin 2016, verkocht de gemeente Solingen, eigenaar van het stadion, het stadion en haar gronden aan een projectontwikkelaar. De planning is dat het stadion in 2017 gesloopt gaat worden en dat er in 2020 een woonwijk op de gronden van het stadion staat.